# Kreditrisk
Kreditrisk är den risk som skapas av att investerarens motparts kreditvärdighet ändras på ett icke förutsägbart sätt och investeringens värde därigenom försämras. Detta är en av de risker som kan följa av en investering.
I det extrema fallet går motparten i konkurs, vilket i värsta fall kan leda till att investeringen blir värdelös. Detta kan ske då en investerare till exempel investerar i en bostadsobligation och bostadsinstitutet går i konkurs och någon återbetalning inte sker på grund av låg prioritet hos obligationen.
I det mindre extrema fallet har investeraren investerat i en tillgång där motpartens kreditvärdering sänks och marknadsvärdet därmed också sjunker.
Ett företag som har fakturor från olika leverantörer som inte ännu är betalda är exponerat för en kreditrisk. I detta fall har företaget inte gjort någon investering, men lika fullt så är företaget exponerat gentemot en kreditrisk. Den risk företaget är utsatt för är att någon av leverantörernas kreditvärdigheter ändras och fakturorna blir mindre värda vid en eventuell försäljning av dessa till inkasso eller vid motpartens konkurs.